# Pakistan aux Jeux du Commonwealth
Le Pakistan participe aux Jeux du Commonwealth depuis les Jeux de 1954 à Vancouver. Le pays quitte le Commonwealth en 1972 pour protester contre la reconnaissance de l'indépendance du Bangladesh, puis réintègre l'organisation en 1989. Durant ces dix-sept années, il ne participe donc pas aux Jeux. (Pour les Jeux de 1990, il ne parvient à envoyer qu'une petite délégation de huit athlètes, qui exceptionnellement ne remportent pas de médailles.)
Les Pakistanais ont à leur palmarès soixante-neuf médailles, dont vingt-quatre en or. Vingt de ces médailles d'or proviennent des épreuves de lutte libre. Les quatre autres sont celles de Muhammed Iqbal en lancer de marteau en 1954, de Ghulam Raziq au 120 yard haies en 1962, de Haider Ali en boxe (57 kg) en 2002, et de Shuja-Ud-Din Malik en haltérophilie (85 kg) en 2006. En hockey sur gazon, l'un des sports les plus populaires dans le pays, l'équipe masculine a remporté la médaille d'argent en 2006 (battue par l'Australie en finale), et la médaille de bronze en 2002.

## Médailles
Résultats par Jeux :
| Année | Médaille d'or | Médaille d'argent | Médaille de bronze | Total      |
| ----- | ------------- | ----------------- | ------------------ | ---------- |
| 1954  | 1             | 3                 | 2                  | 6          |
| 1958  | 3             | 5                 | 2                  | 10         |
| 1962  | 8             | 1                 | 0                  | 9          |
| 1966  | 4             | 1                 | 4                  | 9          |
| 1970  | 4             | 3                 | 2                  | 9          |
| 1974  | non-membre    | non-membre        | non-membre         | non-membre |
| 1978  | non-membre    | non-membre        | non-membre         | non-membre |
| 1982  | non-membre    | non-membre        | non-membre         | non-membre |
| 1986  | non-membre    | non-membre        | non-membre         | non-membre |
| 1990  | 0             | 0                 | 0                  | 0          |
| 1994  | 0             | 0                 | 3                  | 3          |
| 1998  | 0             | 1                 | 0                  | 1          |
| 2002  | 1             | 3                 | 4                  | 8          |
| 2006  | 1             | 3                 | 1                  | 5          |
| 2010  | 2             | 1                 | 2                  | 5          |
| 2014  | 0             | 3                 | 1                  | 4          |
| Total | 24            | 24                | 21                 | 69         |

Athlètes ayant remporté au moins trois médailles d'or aux Jeux :
| Nom             | Médailles d'or | Jeux             | Discipline  | Épreuves            |
| --------------- | -------------- | ---------------- | ----------- | ------------------- |
| Muhammad Akhtar | trois          | 1958, 1962, 1966 | Lutte libre | 57 kg, 68 kg, 62 kg |
| Muhammad Bashir | trois          | 1958, 1962, 1966 | Lutte libre | 74 kg               |